# Laburnum watereri
Laburnum watereri är en ärtväxtart som först beskrevs av Richard von Wettstein, och fick sitt nu gällande namn av Leopold Dippel. Laburnum watereri ingår i släktet gullregn, och familjen ärtväxter. Inga underarter finns listade i Catalogue of Life.